# Moritz Binder
Moritz Binder (Monaco di Baviera, 22 luglio 1982) è uno sceneggiatore tedesco, candidato al Premio Oscar alla migliore sceneggiatura originale per September 5 - La diretta che cambiò la storia.

## Biografia
Moritz Binder è nato nel 1982 a Monaco di Baviera. Ha iniziato la sua carriera di sceneggiatore lavorando a diverse serie televisive, come SOKO München, München Mord e Tatort. Nel 2024 ha lavorato alla sceneggiatura del film September 5 - La diretta che cambiò la storia di Tim Fehlbaum, presentato in anteprima all'81ª Mostra internazionale d'arte cinematografica di Venezia. Per questo lavoro, ha ricevuto la candidatura al Premio Oscar alla migliore sceneggiatura originale.

## Filmografia

### Sceneggiatore

#### Cinema
- Alles Fifty Fifty, regia di Alireza Golafshan (2024)
- September 5 - La diretta che cambiò la storia (September 5), regia di Tim Fehlbaum (2024)

#### Televisione
- Soko München - serie TV, episodio 42x09 (2017)
- München Mord - serie TV, episodio 1x10 (2020)
- Tatort - serie TV, episodio 1x1177 (2021)
- Neue Geschichten vom Pumuckl - serie TV, 13 episodi (2023)

#### Cortometraggi
- Death is so permanent, regia di Moritz Binder (2018)

### Regista
- Death is so permanent, regia di Moritz Binder (2018)

## Riconoscimenti
- Premio Oscar
  - 2025 - Candidatura alla migliore sceneggiatura originale per September 5 - La diretta che cambiò la storia
- Critics' Choice Awards
  - 2025 - Candidatura alla migliore sceneggiatura originale per September 5 - La diretta che cambiò la storia